# Брандт, Георг
Георг Брандт (швед. Georg Brandt; 26 июня 1694 — 29 апреля 1768, Стокгольм) — шведский химик и минералог. Член Шведской королевской академии наук.

## Биография
Сын фармацевта, унаследовал интерес своего отца в области химии и металлургии, и уже в детстве был допущен к участию в экспериментах своего отца в этих областях.
Обучался в Университете Упсалы, затем в 1721—1724 гг. совершенствовался в науках в Лейденском университете в Голландии.
Пользовался большим авторитетом и репутацией как химик, и в 1727 году был назначен руководителем химической лаборатории в Совете рудников Швеции, а с 1730 года — начальником Королевского монетного двора.
Главной темой научных изысканий Брандта была химия мышьяка. Его выводы, опубликованные в 1733 году, представляют собой первый подробный трактат о различных соединениях мышьяка, их составе, а также их растворимости в различных средах. Исследованиями Брандта чётко установлен металлический характер и доказано, что белый мышьяк (мышьяк оксид) является оксидом этого металла.
Он детально изучил и описал также методы получения многих металлов и неметаллов — ртути, висмута, сурьмы, цинка.
В 1735 году Георг Брандт открыл новый химический элемент — кобальт, первый металл, который не был известен в древности. Его он описал в своей диссертации «О полуметаллах» (Dissertatio de semimetallis). В ней он показал, что имел честь открыть новый «полуметалл», ранее часто принимавшийся за висмут. В 1737 обнаружил руду висмута.
Описал отличия между содой и поташем. Разработал способы получения соляной, азотной и серной кислот, опубликованных в 1741 и 1743 году. Георг Брандт был одним из первых химиков, которые раскрыли мошеннические методы добычи золота алхимиками.

## Избранные труды
- «De arsenico observationes» (1733),
- «Dissertatio de semimetallis» (1735),
- «Acta laboratorii chymici» (1741),
- «Continuation» (1743),
- «Cobalti nova species examinata et descripta» (1748),
- «Rön och försök angåendejärn, des förhållande mot andra kroppar, samt rödbräckt och kallbräckt jäms egenskaper och förbättring» (1751)